# Portland (Connecticut)
Pour les articles homonymes, voir Portland.
Portland est une ville américaine située dans le comté de Middlesex au Connecticut.
Portland devient une municipalité en 1841. L'Assemblée générale du Connecticut hésite à nommer la ville Middlesex (proposition du Sénat) ou Conway (proposition de la Chambre des représentants). C'est finalement Portland qui est choisi, en raison de ses carrières semblables à celles de l'île anglaise de Portland.

## Démographie
| 1850  | 1860  | 1870  | 1880  | 1890  | 1900  |
| ----- | ----- | ----- | ----- | ----- | ----- |
| 2 836 | 3 657 | 4 693 | 4 157 | 4 687 | 3 856 |

| 1910  | 1920  | 1930  | 1940  | 1950  | 1960  |
| ----- | ----- | ----- | ----- | ----- | ----- |
| 3 425 | 3 644 | 3 930 | 4 321 | 5 186 | 7 496 |

| 1970  | 1980  | 1990  | 2000  | 2010  | - |
| ----- | ----- | ----- | ----- | ----- | - |
| 8 812 | 8 383 | 8 418 | 8 732 | 9 508 | - |

Selon le recensement de 2010, Portland compte 9 508 habitants. La municipalité s'étend sur 24,85 milles carrés (64,36 km2), dont 1,5 milles carrés (3,88 km2) d'étendues d'eau.